# (19637) Presbrey
(19637) Presbrey (1999 RU48) – planetoida z pasa głównego asteroid okrążająca Słońce w ciągu 3,31 lat w średniej odległości 2,22 j.a. Odkryta 7 września 1999 roku.